# Calle de los Mártires de Alcalá
La calle de los Mártires de Alcalá es una vía pública de la ciudad española de Madrid, situada en el barrio de Universidad, distrito Centro.

## Descripción
La vía discurre desde la calle de la Princesa hasta la de Alberto Aguilera. El título, que ya ostentaba en el plano de Espinosa, se debería a una capilla dedicada a los santos mártires Justo y Pastor, naturales de Alcalá de Henares, que habría existido en el lugar hasta el siglo XVII. Aparece descrita en Las calles de Madrid (1889) de Hilario Peñasco de la Puente y Carlos Cambronero con las siguientes palabras:

Mártires de Alcalá. Desde la calle de la Princesa á la plaza del Seminario. En el plano de Texeira aparece, pero sin nombre; en el de Espinosa con el actual. Existía en este lugar, según se dice, desde tiempo de moros, una ermita ó capilla dedicada á los santos mártires Justo y Pastor, que fué derribada en el siglo XVII.
(Peñasco de la Puente y Cambronero, 1889, p. 320)